# Odorrana graminea
Odorrana graminea är en groddjursart som först beskrevs av George Albert Boulenger 1900.  Odorrana graminea ingår i släktet Odorrana och familjen egentliga grodor. IUCN kategoriserar arten globalt som otillräckligt studerad. Inga underarter finns listade i Catalogue of Life.